# Indoleon barbarus
Indoleon barbarus är en insektsart som först beskrevs av Walker 1853.  Indoleon barbarus ingår i släktet Indoleon och familjen myrlejonsländor. Inga underarter finns listade i Catalogue of Life.